# Родич, Александр
Александр Родич (словен. Aleksandar («Alex») Rodić; 26 декабря 1979, Босанска-Дубица, СФРЮ) — словенский футболист, нападающий итальянского клуба «Весна».

## Карьера
Александр Родич родился в Босанска-Дубица, Босния и Герцеговина, Социалистическая республика Югославия.
Долгое время выступал за молодёжную команду словенской «Горицы», затем некоторое время провёл в чемпионате Бельгии. В январе 2005 года, в день окончания трансферного окна, Родича подписал английский клуб «Портсмут». В дебютной игре игрок вышел на замену на 81 минуте вместо Патрика Бергера, а его команда одержала победу со счётом 2:1 над «Мидлсбро». Однако он так и не стал игроком основного состава, а в следующем сезоне (2005/06) отправился в турецкий клуб «Кайсериспор». Летом 2006 года контракт был разорван, а Родич переехал в Болгарию, в команду «Литекс», где выступал его партнёр по сборной Миливое Новакович. В 2007 году он вновь сменил клуб, на этот раз вернулся в словенский «Интерблок», сумма трансфера составила 200 тыс. евро.
13 марта 2009 года Родич был отдан в аренду китайскому клубу из Суперлиги «Шанхай Шэньхуа». В феврале 2010 года он вновь был отдан в аренду китайской команде, на этот раз «Циндао Чжуннэн». С марта 2011 по февраль 2013 года выступал за клуб первого дивизиона Китая по футболу «Тяньцзинь Сунцзян».

## Национальная сборная
После нескольких удачных сезонов за «Горицу», Александр Родич был приглашён в национальную сборную.